# أنطون كوفمان
أنطون كوفمان (بالإنجليزية: Anton Kaufman)‏ هو كاتب أمريكي، ولد في 1883، وتوفي في 1943 في Robert Treat Center ‏ في الولايات المتحدة بسبب سقوط.